# Juan Manuel López
Juan Manuel López Martinez (Madrid, 3 settembre 1969) è un ex calciatore spagnolo, di ruolo difensore.

## Carriera

### Club
Ha militato per l'intera carriera nell'Atlético Madrid, facendo parte prima della seconda squadra fra il 1988 e il 1992 e successivamente della prima fino al 2000. Coi biancorossi madrilegni nella stagione 1995-1996 ha vinto l'accoppiata Liga - Coppa del Re.

### Nazionale
Ha fatto parte della selezione olimpica ai Giochi olimpici del 1992, dove vinse la medaglia d'oro. Successivamente ha giocato in nazionale maggiore, venendo convocato agli Europei del 1996 e disputando complessivamente 11 partite.

## Palmarès

### Club
- Coppa di Spagna: 3

Atlético Madrid: 1990-1991, 1991-1992, 1995-1996
- Campionato spagnolo: 1

Atlético Madrid: 1995-1996

### Nazionale
- Oro olimpico: 1

Barcellona 1992